# Kościół św. Michała Archanioła we Wtelnie
Kościół Świętego Michała Archanioła we Wtelnie – rzymskokatolicki kościół parafialny należący do parafii pod tym samym wezwaniem (dekanat Białe Błota diecezji bydgoskiej).

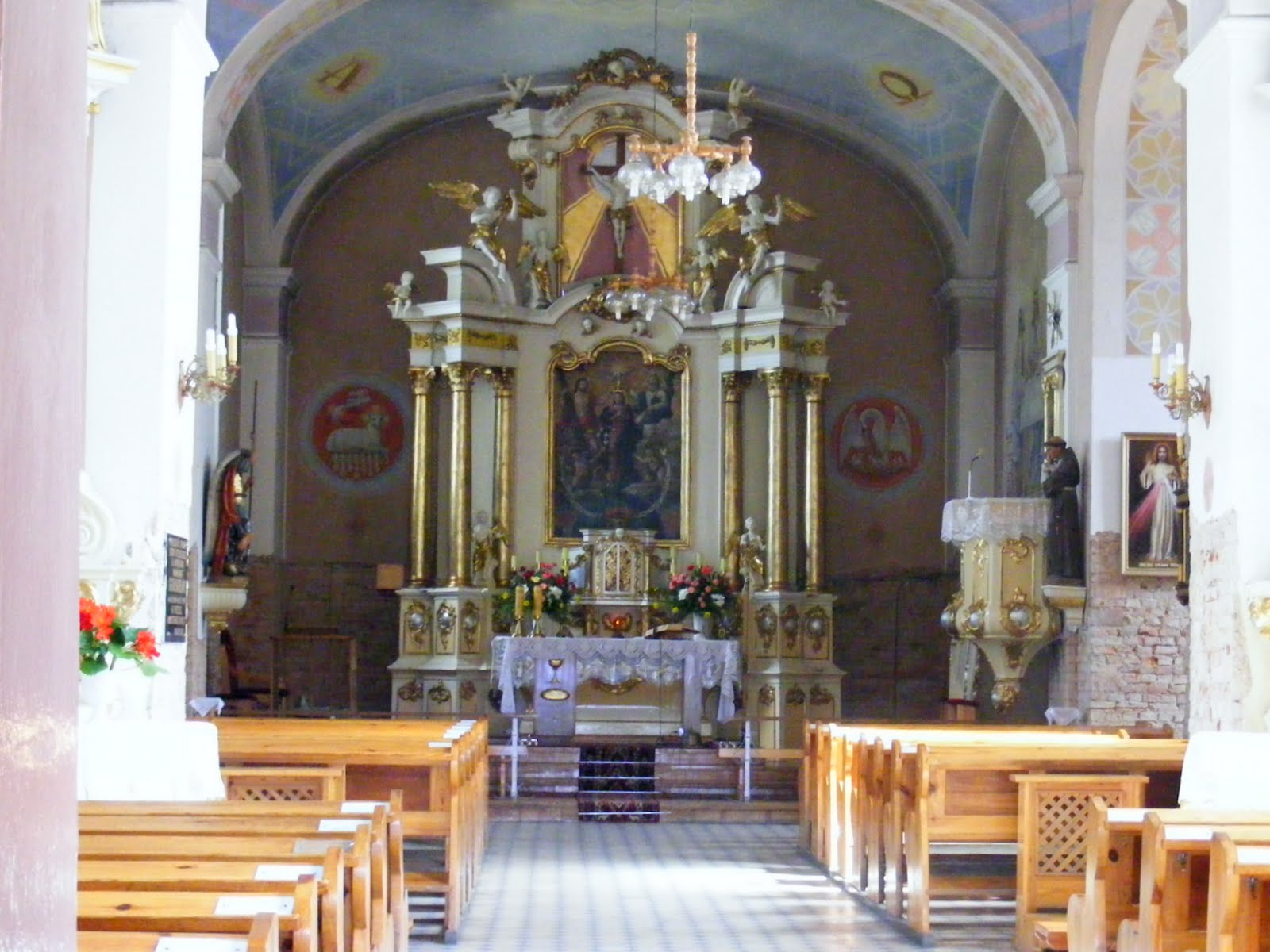
Wnętrze kościoła

Jest to świątynia wzniesiona w latach 1785–87 i ufundowana przez opata koronowskiego A.J. Chrząstkowskiego. W 1863 roku została przedłużona i powiększona o dwie kaplice, natomiast w 1908 roku została rozbudowana o neobarokową kwadratową wieżę nakrytą baniastym dachem hełmowym z latarnią. Wyposażenie kościoła reprezentuje styl rokokowy: w ołtarzu głównym znajduje się obraz Matki Boskiej z Dzieciątkiem z początku XVII wieku, umieszczony w srebrnych sukienkach. Oprócz tego w świątyni można zobaczyć inne obrazy, namalowane w XVIII wieku, ołtarze boczne, ambonę i prospekt organowy.